# أكيمي ساتو
أكيمي ساتو (باليابانية: 佐藤 朱) هي ممثلة ومؤدية صوت يابانية ولدت في يوم 16 مايو 1980 في أكيتا في اليابان وهي جزء من فريق أوني للإنتاج.